# Vladímir Visotski

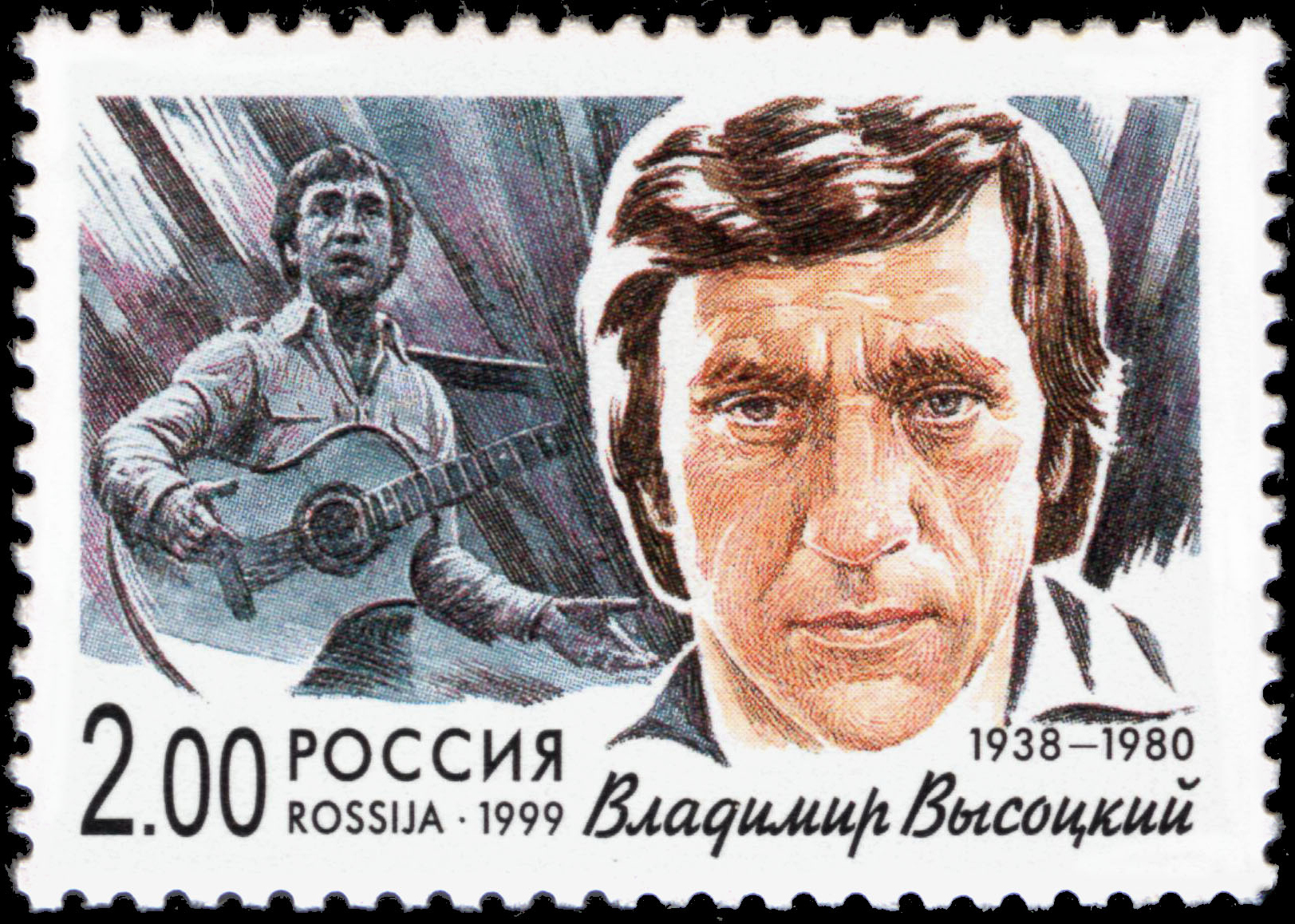
Sello postal ruso dedicado a Vladímir Vysotski (1999).

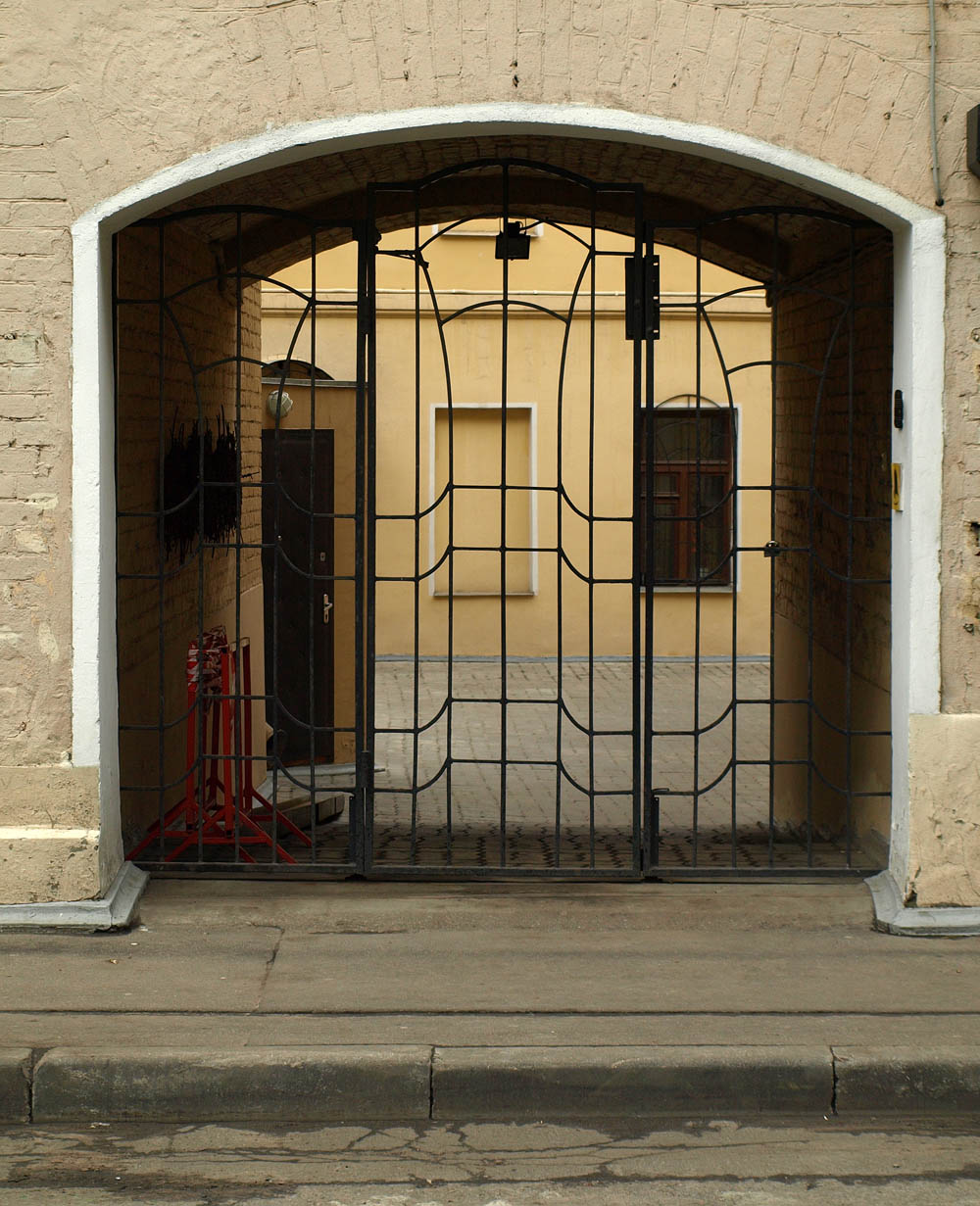
Museo Vysotski, en Moscú.

Vladímir Semiónovich Vysotski (del ruso: Владимир Семёнович Высоцкий) (Moscú, 25 de enero de 1938-ibídem, 25 de julio de 1980) fue un cantante, compositor, poeta y actor soviético de ascendencia rusa. Su carrera artística tuvo una gran trascendencia y prolongada influencia en la cultura rusa.

## Biografía
Vladímir Vysotski nació en Moscú. Su padre hizo carrera en el Ejército Rojo llegando al grado de coronel; su madre, rusa, era intérprete de alemán. Sus padres se divorciaron poco después de su nacimiento y Vladímir pasa la mayor parte del tiempo con su madre, primero en Buzuluk y más tarde en Moscú.
En 1946, su padre es trasladado a la base militar de Eberswalde, en la zona alemana ocupada por los soviéticos tras la Segunda Guerra Mundial (más tarde República Democrática Alemana), Vladímir se traslada a vivir con él y con su madrastra, de origen armenio, a quien Vladímir llama «tía Yevguenia».
En 1949, regresa a Moscú y en 1955 comienza a estudiar en el Instituto de Ingeniería Civil de Moscú (Московский государственный строительный университет), que abandona, tras un solo semestre, para matricularse en la Escuela Estudio Nemiróvich-Dánchenko del Teatro del Arte de Moscú (Московский Художественный Академический Театр), donde se gradúa en 1960.
En 1959, comienza su carrera profesional como actor con pequeños papeles en el Teatro Aleksandr Pushkin de Moscú.
En 1964, el director Yuri Liubímov, que se convertiría en mentor y amigo íntimo de Vysotski, lo invitó a unirse al popular Teatro de Drama y Comedia en la Taganka.
Allí Vysotski se hizo conocido con sus papeles protagónicos en obras como Hamlet (de Shakespeare) y Vida de Galileo (de Bertolt Brecht).
La compañía teatral del Taganka era víctima frecuente de la persecución del gobierno por su presunta impureza étnica y su deslealtad política, lo cual inspiró a Vysotski a identificarse como un «sucio zhid» (жид пархатый).
En esa época también apareció en varios filmes, los cuales presentaban algunas de sus canciones, por ejemplo Vertikal (La vertical), una película acerca de alpinismo.
La mayor parte de las obras de Vysotski en esta época, sin embargo, no obtuvo reconocimiento oficial.
No conseguía contratos con Melodiya, la empresa que monopolizaba toda la industria discográfica soviética.
Sin embargo, su popularidad siguió creciendo, con la aparición en la URSS de los magnetófonos (con cinta abierta de baja calidad), y más tarde de los casetes.

### Parejas
La primera esposa de Vysotski fue Iza Zhúkova.
En 1961, conoció a su segunda esposa, Ludmila Abrámova.
Se casaron en 1965 y tuvieron dos hijos, Arkadi y Nikita.
Mientras estaba casado con Ludmila Abrámova, Vysotski tuvo una amante, Tatiana Ivanenko, y más tarde (en 1967) se enamoró de Marina Vlady, una actriz francesa de antepasados rusos, que en ese momento estaba trabajando en Mosfilm para una coproducción francosoviética.
Vlady ya había estado casada y tenía tres hijos (mientras que Vysotski tenía dos).
Su amor fue apasionado e impulsivo, alimentado por el estatus exótico de Vlady como una francesa en la URSS, y por la popularidad incomparable de Vysotski en su país.
En 1969 se casaron.
Durante diez años mantuvieron una relación a distancia, con Vlady trabajando en Francia y tratando de pasar más tiempo en Moscú, y los amigos de Vysotski tratando de tirar de los hilos para ayudarle a conseguir que le permitieran salir del país para estar con su esposa.
Vlady finalmente entró en el Partido Comunista Francés, que le consiguió un visado para entrar y salir de la Unión Soviética tantas veces como quisiera, y le dio a Vysotski cierta inmunidad contra la persecución del gobierno, que estaba cansado de las poesía antisoviética y su desafiante popularidad con las masas.
Los problemas de su relación a distancia con Vlady inspiró varias de las canciones de Vysotski.

### Últimos años
Desde mediados de los años setenta, Vysotski había estado padeciendo alcoholismo.
Muchas de sus canciones en esta época tratan —tanto de manera directa como metafórica— acerca del alcoholismo, la locura, las manías y las obsesiones.
Esto puede haber tenido que ver con su increíble popularidad. En el libro que escribió Marina Vlady acerca de su esposo, cuenta que al caminar por la calle en una noche de verano, se podía oír la reconocible voz de Vysotski saliendo de cualquier ventana abierta.
Incapaz de ignorar completamente este fenómeno musical-social, la discográfica estatal Melodiya lanzó unas pocas de sus canciones en vinilo a finales de los años setenta, las cuales sólo representaban una ínfima porción de su obra, que millones de soviéticos conocían vía casete y se sabían de memoria.
Vysotski sí obtuvo reconocimiento oficial como actor de teatro y cine.
Protagonizó una serie de televisión inmensamente popular, El lugar de encuentro no se puede cambiar acerca de dos policías que luchan contra el crimen a fines de los años cuarenta, en la Unión Soviética estalinista.
A pesar de su exitosa carrera actoral, Vysotski siguió haciendo dinero con sus recitales a través de todo el país, frecuentemente con un programa intensísimo, que hacia el final de su vida fue necesario para mantener su creciente dependencia de las drogas (primero anfetaminas y luego opiáceos).

### Muerte de Vysotski
Las drogas contribuyeron al deterioro de su salud.
Vysotski falleció en Moscú a los 42 años de edad, de un ataque cardiaco.
Su cuerpo fue expuesto en el Teatro de Taganka.
Fue enterrado en el cementerio de Vagánkovo en Moscú.
Para ir a su funeral, miles de moscovitas abandonaron los estadios (en ese momento se celebraban los Juegos Olímpicos de Moscú 1980).
Aunque no se publicaron los cálculos oficiales, se estima que un millón de personas asistieron a los funerales de Vysotski,
casi tantos como los del papa Juan Pablo II veinticinco años después.
Las autoridades soviéticas, ante semejante despliegue de masas ante la muerte de un cantante subterráneo, envió tropas a Moscú para prevenir posibles revueltas.
Vysotski recibió un reconocimiento póstumo como Artista Meritorio de la Unión Soviética.

## Estilo
Vysotski utilizó a menudo lo grotesco como medio para criticar la vida contemporánea, aunque a veces su poesía está marcada por un lirismo trágico sin precedentes, así como por el psicologismo y la identificación total con los héroes de sus versos (soldados de la Gran Guerra Patria, artistas, gamberros).
Este poeta fue la conciencia del país durante los años setenta.

## Bardo de Rusia
El talento multifacético de Vysotski se describía frecuentemente con el término «bardo» (бард), que adquirió un significado especial en la Unión Soviética.
A Vysotski en cambio nunca le gustó ese término.
Él se consideraba principalmente un actor y un escritor, y una vez declaró: «No soy lo que la gente llama bardo o ministril o lo que sea».
Aunque su trabajo fue sistemáticamente ignorado por el establishment cultural soviético, obtuvo una fama importante durante su vida, y hasta el día de hoy ejerce una significativa influencia en muchos de los actores y músicos populares de Rusia, que desean emular su estado icónico.
Muchas de sus canciones, de sus poemas han sido traducidos a muchas lenguas de todo el mundo, en inglés, francés,español, extremeño...

## Filmografía
- 1959: Sverstnitsy (Сверстницы); Mosfilm; director: V. Ordynskii
- 1961: Karyera Dimy Gorina (Карьера Димы Горина); M. Gorkii Studio director: F. Dovlatyan & L. Mirskii
- 1962: 713-iy Prosit Posadku (713-й просит посадку); Lenfilm; director: G. Nikulin
- 1962: Uvol'neniye na bereg (Увольнение на берег); Mosfilm; director: F. Mironer
- 1963: Shtrafnoy udar (Штрафной удар); M. Gorkii Studio; director: V. Dorman
- 1964: Los vivos y los muertos (Живые и мёртвые); Mosfilm; director: Aleksandr Stólper
- 1965: Na zavtrashney ulitse (На завтрашней улице); Mosfilm; director: F. Filipov
- 1965: Nash dom (Наш дом); Mosfilm; director: V. Pronin
- 1965: Stryapuha (Стряпуха); Mosfilm; director: E. Keosyan
- 1966: Ya rodom iz detstva (Я родом из детства); Belarusfilm; director: V. Turov
- 1966: Sasha-Sáshenka (Саша-Сашенька); Belarusfilm; director: V. Chetverikov
- 1967: Vertical (Вертикаль); Odessa Film Studio; directores: Stanislav Govorujin y Borís Dúrov
- 1967: Breves encuentros (Короткие встречи); Odessa Film Studio; director: Kira Murátova
- 1967: Voyna pod kryshami (Война под крышами); Belarusfilm; director: V. Turov
- 1968: Interventsiya (Интервенция); Lenfilm; director: Gennady Poloka
- 1968: Khozyain taygi (Хозяин тайги); Mosfilm; director: V. Nazarov
- 1968: Dos compañeros en servicio (Служили два товарища); Mosfilm; director: Yevgueni Kariélov
- 1969: Una gira peligrosa (Опасные гастроли); Odessa Film Studio; director: Gueorgui Yúngvald-Jilkévich
- 1969: Bely vzryv (Белый взрыв); Odessa Film Studio; director: Stanislav Govorujin
- 1972: Chetvyorty (Четвёртый); Mosfilm; director: A. Stolper
- 1973: Plohkoy khoroshy chelovek (Плохой хороший человек); Lenfilm; director: I. Heifits
- 1974: Yedinstvennaya doroga (Единственная дорога); Mosfilm & Titograd Studio; director: V. Pavlovich
- 1975: Yedinstvennaya (Единственная); Lenfilm; director: I. Heifits
- 1975: Begstvo mistera Mak-Kinli (Бегство мистера Мак-Кинли); Mosfilm; director: M. Shveitser
- 1976: Skaz pro to, kak tsar Pyotr arapa zhenil (Сказ про то, как царь Пётр арапа женил); Mosfilm; director: Aleksandr Mittá
- 1977: Ők ketten (Они вдвоём); Mafilm; director: M. Mészáros
- 1979: El lugar de encuentro no se puede cambiar (Место встречи изменить нельзя); Odessa Film Studio; director: Stanislav Govorujin
- 1979: Pequeñas tragedias (Маленькие трагедии); Mosfilm; director: Mijaíl Schweitzer

## Obra literaria

### Poesía
- Владимир Высоцкий, Песни и Стихи, Нью Йорк: Литературное Зарубежье (‘Canciones y versos’), 1981.
- Высоцкий В. Нерв (‘El nervio’). М.: Современник, 1981.
- Высоцкий В. Я куплет допою… (Песни для кино) (‘Acabaré esta copla...’). М.: Киноцентр, 1988.
- Владимир Высоцкий. Поэзия и проза (‘Poesía y prosa’). Moscú: Книжная правда, 1989.

### Prosa y dramaturgía
- Жизнь без сна (Дельфины и психи) (‘Una vida sin dormir’), 1968.
- Как-то так все вышло (‘Sucedió de esta manera’), 1969-1970.
- Где центр? (‘¿Dónde está el centro?’), guion de cine.
- Роман о девочках (‘Novela de muchachas’).
- con E. Volodarski: Венские каникулы» (‘Vacaciones en Viena’), 1979.

## Discografía

### En vida
- Алиса в стране чудес / Alice in Wonderland (1977) dos discos de vinilo, obra musical, una adaptación de Alice in Wonderland, con Klara Rumiánova, Vladímir Vysotski, Vsévolod Abdúlov. Letra y música de Vladímir Vysotski

### Desarrollos póstumos

#### Francia
- Le Monument (1995) [CD]
- Le Vol Arrêté (2000) [CD]

#### Alemania
- Wir drehen die Erde (1993) [CD]
- Lieder vom Krieg (1995) [CD]

#### Rusia
- Песни / Songs (1980) [LP] Melodiya
  - Colección de canciones publicadas brevemente luego de su deceso. [Melodiya Stereo C60-14761.2]
- Sons Are Leaving For Battle (1987) [doble LP] Melodiya
  - War songs. Archivos registrados entre 1960-1980. [Melodiya MONO M60 47429 008/006]
- На концертах Владимира Высоцкого / At Vladimir Vysotsky's concerts
  - 01, 02, 03,... 21 (1986–1990) [12" vinilo]
- Mapuna Bradu [CD] (19xx)
- Ojota na vólkov / Hunting Wolves [LP] (19xx)
- Marina Vlady / Vladímir Vysotski (1996) [CD] Melodiya

- MP3 Koléktsiya: Vladímir Vysotski [SoLyd Records], grabaciones en directo y en estudio

- - Disco 1
  - Disco 2
  - Disco 3
  - Disco 4 (período 1979–1980) (2002) [CD: MP3 192 kBit/s]

- Plátinovaya Koléktsiya: Vladímir Vysotski (2003) [2 CD]

## Honores
El asteroide (2374) Vladvysotskij está nombrado en su honor.

### Filmografía escogida
Rodadas en ruso, las películas cuentan con subtítulos en inglés.

#### Filmografía de los estudiosMosfilm
- Los vivos y los muertos (Живые и мёртвые, 1964) de Aleksandr Stólper, 1ª parte; ambos films están basados en la novela homónima de Konstantín Símonov
- Los vivos y los muertos (Живые и мёртвые, 1964) de Aleksandr Stólper, 2ª parte
- Dos compañeros en servicio (Служили два товарища, 1968) de Yevgueni Kariélov; ambientado en la guerra civil rusa
- Pequeñas tragedias (Маленькие трагедии, 1979) de Mijaíl Schweitzer, 1ª parte; los tres films están basados en el ciclo homónimo de pequeñas obras dramáticas de Aleksandr Pushkin (Mozart y Salieri, El caballero avaro, El convidado de piedra)
- Pequeñas tragedias (Маленькие трагедии, 1979) de Mijaíl Schweitzer, 2ª parte
- Pequeñas tragedias (Маленькие трагедии, 1979) de Mijaíl Schweitzer, 3ª parte

#### Filmografía de los estudios deOdesa
- Vertical (Вертикаль, 1966) de Stanislav Govorujin y Borís Dúrov
- Breves encuentros  (Короткие встречи, 1967) de Kira Murátova
- Una gira peligrosa  (Опасные гастроли, 1969) de Gueorgui Yúngvald-Jilkévich
- El lugar de encuentro no se puede cambiar (1979), serie de televisión de cinco capítulos de Stanislav Govorujin

### En inglés
- Vladimir Vysotsky en Internet Movie Database (en inglés).
- Wikimedia Commons alberga una galería multimedia sobre Vladímir Visotski.
- Collected Poems (Songs) by Vladimir Vysotsky. Translated from Russian by Alec Vagapov
- "Vladimir Vysotsky - speaking in tongues", Collected Poems (Songs) by Vladimir Vysotsky. Bilingual Version. Translated from Russian by Alec Vagapov
- Eugenia Weinstein (private site, with English translation of some songs)
- Speaking In Tongues (Vysotsky's father: "This Is What Our Son Was Like")
- V. Vysotsky. The Monument. English translations
- Another Biography of Vladimir Vysotsky
- Vladimir Vysotsky in different tongues
- Vladimir Vysotsky MY LIFE ON STAGE (autobiographical reminiscences)
- V.S. Vysotsky Foundation (Mariya Shkolnikova) "Everything Vysotsky"
- "Singer, Sailor, Soldier, Spirit: Translations of Vladimir Vysotsky" album

### En ruso
- V.S. Vysotsky Foundation (Mariya Shkolnikova) "Everything Vysotsky"
- bards.ru Archivado el 4 de diciembre de 2004 en Wayback Machine. (lyrics to most of his songs)
- vysotsky.km.ru (scores of photographs, a wealth of information)
- vv.uka.ru ("fonoteka": most of his songs in MP3 format)
- zeuhl.academ.org (Another source for MP3 files)
- www.zipsites.ru (Over 900 MP3 files from 32 disk box set)
- Nikita Vysotsky, Vladimir's son
- Vysotsky and Pushkin together
- Truth of the moment of death V. K. Perevozchikov. Pravda Smertnogo Chasa: Vladimir Vysotsky. 1980. Moscú. Sampo, 1998. 272 p.

### En español y otros idiomas
- Notas de un lector Vladímir Vysotski, humana poesía Jorge de Arco en andaluciainformación.es. Reseña sobre la obra de Vladímir Vysotski (en español)
- Vladímir Vysotski en varios idiomas incluido el castellano
- Poemas y canciones de Vladímir Vysotski (en inglés, en ruso)
- Website oficial de la fundación
- Sus versos en ruso y otras lenguas
- Vysotski en YouTube

- Datos: Q512
- Multimedia: Vladimir Vysotsky / Q512